# Rhotana obaerata
Rhotana obaerata är en insektsart som beskrevs av Yang och Wu 1993. Rhotana obaerata ingår i släktet Rhotana och familjen Derbidae. Inga underarter finns listade i Catalogue of Life.